# Maurice LaMarche
Maurice LaMarche (Toronto, 30 marzo 1958) è un doppiatore canadese.
Figlio dell'anchorman Guy LaMarche e di Linda Bourdon, è sposato con l'attrice Robin Eisenman dalla quale ha avuto un figlio nel 1994.

## Filmografia parziale

### Attore
- Elf - Un elfo di nome Buddy (Elf), regia di Jon Favreau (2003)

### Doppiatore

#### Cinema
- Ed Wood, regia di Tim Burton (1994)
- Le nuove avventure di Charlie (All Dogs Go to Heaven 2), regia di Larry Leker e Paul Sabella (1996)
- Rantanplan - serie animata, 75 episodi (2006-2007) [versione inglese]
- Space Jam, regia di Joe Pytka (1996)
- Qualcosa è cambiato (As Good as It Gets), regia di James L. Brooks (1997)
- Alvin e i Chipmunks incontrano l'Uomo Lupo (Alvin and the Chipmunks meet the Wolfman), regia di Kathi Castillo (2000)
- Tom & Jerry e l'anello incantato (Tom and Jerry: The Magic Ring), regia di James T. Walker (2001)
- Balto - Il mistero del lupo (Balto: Wolf Quest), regia di Phil Weinstein (2002)
- La carica dei 101 II - Macchia, un eroe a Londra (101 Dalmatians II: Patch's London Adventure), regia di Jim Kammerud e Brian Smith (2003)
- Topolino, Paperino, Pippo: I tre moschettieri (Mickey, Donald, Goofy: The Three Musketeers), regia di Donovan Cook (2004)
- Balto - Sulle ali dell'avventura (Balto III: Wings of Change), regia di Phil Weinstein (2004)
- Canto di Natale - Il film natalizio dei Looney Tunes (Bah, Humduck! A Looney Tunes Christmas), regia di Charles Visser (2006)
- Batman: The Dark Knight Returns, Part 1, regia di Jay Oliva (2012)
- Batman: The Dark Knight Returns, Part 2, regia di Jay Oliva (2013)
- Ralph Spaccatutto (Wreck-It Ralph), regia di Rich Moore (2012)
- Frozen - Il regno di ghiaccio, regia di Chris Buck e Jennifer Lee (2013)
- Boxtrolls - Le scatole magiche (The Boxtrolls), regia di Graham Annable e Anthony Stacchi (2014)
- Zootropolis, regia di Byron Howard e Rich Moore (2016)

### Televisione
- The Real Ghostbusters – serie animata, 140 episodi (1986-1991)
- I Simpson (The Simpsons) – serie animata, 28 episodi (1989-in corso)
- The Super Mario Bros. Super Show! – serie TV, 65 episodi (1989)
- Animaniacs – serie animata, 65 episodi (1993-1998)
- La sirenetta - Le nuove avventure marine di Ariel (The Little Mermaid) – serie animata, episodi 3x01-3x03 (1994)
- Beethoven – serie animata, 7 episodi (1994)
- I misteri di Silvestro e Titti (The Sylvester & Tweety Mysteries) – serie animata, 7 episodi (1995-1999)
- Freakazoid – serie animata, 4 episodi (1995-1997)
- Pinky and the Brain – serie animata, 65 episodi (1995-1998)
- Timon e Pumbaa – serie animata, 6 episodi (1996-1999)
- Hey, Arnold! (Hey Arnold!) – serie animata, 34 episodi (1996-2003)
- Tex Avery Show (The Wacky World of Tex Avery) – serie animata, 6 episodi (1997)
- Extreme Ghostbusters – serie animata, 40 episodi (1997) – Egon Spengler
- Space Goofs - Vicini, troppo vicini! (Les zinzins de l'espace) – serie animata, 104 episodi (1997-2006) – versione in inglese
- Johnny Bravo – serie animata, 13 episodi (1997-2004)
- Pinky, Elmyra & the Brain – serie animata, 25 episodi (1998-1999)
- Mickey Mouse Works - serie animata, 4 episodi (1999-2000)
- Futurama – serie animata, 114 episodi (1999-2013)
- Sonic Underground – serie animata, 40 episodi (1999)
- Dilbert – serie animata, 12 episodi (1999-2000)
- House of Mouse - Il Topoclub (House of Mouse) – serie animata, 23 episodi (2001-2002)
- Harvey Birdman, Attorney at Law – serie animata, 24 episodi (2001-2007)
- Kim Possible – serie animata, 7 episodi (2002-2005)
- Gadget e Gadgettini (Gadget and the Gadgetinis) – serie animata, 52 episodi (2003)
- Sabrina: La mia vita segreta (Sabrina's Secret Life) – serie animata, 26 episodi (2003-2004)
- Stripperella – serie animata, 13 episodi (2003-2004)
- Xiaolin Showdown – serie animata, 20 episodi (2003-2006)
- Nome in codice: Kommando Nuovi Diavoli (Codename: Kids Next Door) – serie animata, 17 episodi (2003-2007)
- Quella scimmia del mio amico (My Gym Partner's a Monkey) – serie animata, 44 episodi (2005-2008)
- La casa di Topolino (Mickey Mouse Clubhouse) – serie animata, episodi 1x07-4x06 (2006; 2013)
- Scooby-Doo! Mystery Incorporated  – serie animata, 6 episodi (2010-2012)
- The Looney Tunes Show – serie animata, 25 episodi (2011-2013) – Yosemite Sam
- American Dad! – serie animata, 10 episodi (2011; 2017-in corso)
- Transformers: Rescue Bots – serie animata, 104 episodi (2011-2016)
- Robot and Monster – serie animata, 19 episodi (2012-2014)
- La leggenda di Korra (The Legend of Korra) – serie animata, 6 episodi (2012-2014)
- Brickleberry – serie animata, 4 episodi (2013-2015)
- Rick and Morty – serie animata, 20 episodi (2013-in corso)
- Turbo FAST – serie animata, 7 episodi (2014-2015)
- I 7N (The 7D) – serie animata, 44 episodi (2014-2016)
- New Looney Tunes (Wabbit: A Looney Tunes Production) – serie animata, 13 episodi (2015-2018) – Yosemite Sam
- Marco e Star contro le forze del male (Star vs. the Forces of Evil) – serie animata, 6 episodi (2015-2017)
- The Powerpuff Girls – serie animata, 11 episodi (2016-2018)
- The Lion Guard – serie animata, 4 episodi (2017-2019)
- My Little Pony - L'amicizia è magica (My Little Pony: Friendship Is Magic) – serie animata, 5 episodi (2018)
- Rise of the Teenage Mutant Ninja Turtles - Il destino delle Tartarughe Ninja (Rise of the Teenage Mutant Ninja Turtles) – serie animata, 16 episodi (2018-2020)
- Disincanto (Disenchantment) – serie animata, 29 episodi (2018-in corso)
- Solar Opposites – serie animata, 5 episodi (2020-2023)
- Animaniacs – serie animata, 36 episodi (2020-2023)